# Discocactus hartmannii
Discocactus hartmannii es una especie de planta suculenta perteneciente al género Discocactus, dentro de la familia Cactaceae. Se distribuye desde Paraguay hasta el centro oeste de Brasil (concretamente en los estados de Goiás y Mato Grosso del Sur) y su ciclo generacional es de 10 años.

## Descripción
Discocactus hartmannii es una especie de cactus pequeño que crece de forma solitaria y tiene forma de disco o globular. Los tallos miden de 4 a 7 cm de alto y de 7 a 19 cm de diámetro. Tienen la epidermis de color verde oscuro y sus raíces son ramificadas.
Presenta de 14 a 22 costillas bien definidas, con profundas hendiduras entre las areolas (>2 cm) y dispuestas en espiral. No poseen crestas y se encuentran divididas en tubérculos cónicos y alargados. Sobre ellos se asientan de 3 a 7 areolas por costilla, que van de ovaladas a alargadas. Aparecen hundidas y miden 2 a 6 mm de largo y 1,75 a 4 mm de ancho.

Las espinas inicialmente son de color amarillento a color cuerno, tornándose de gris a marrón con la edad. Son más o menos recurvadas, redondeadas en sección transversal y suelen poseer una única espina central (que puede faltar) de 0,1 a 0,8 cm de largo. Las espinas radiales van de 3 a 12 y miden de 0,2 a 2 cm de longitud.

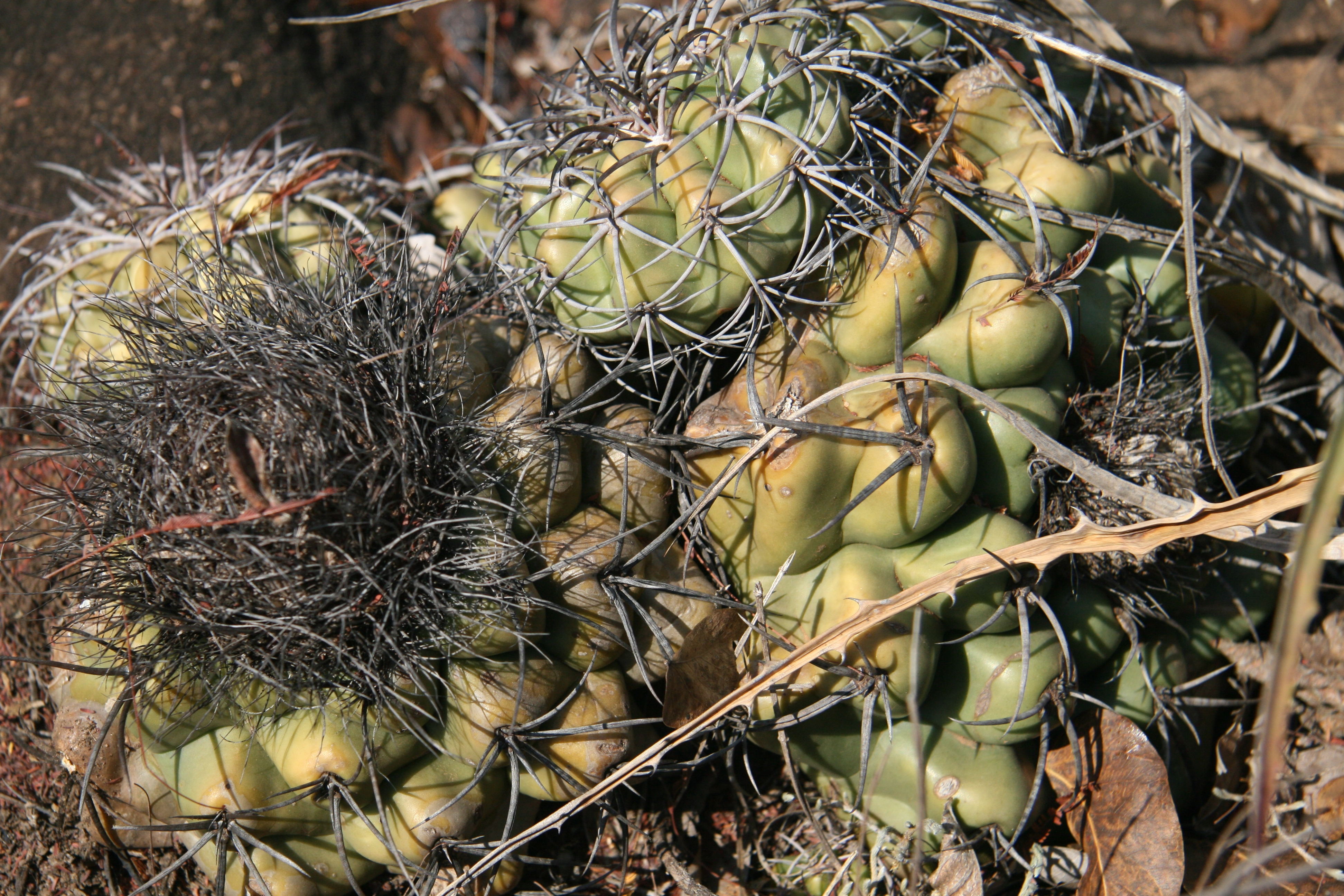
Detalle del cefalio

En el ápice de las planta adultas se forma una estructura lanosa llamada cefalio, el cual mide de 1,3 a 3,5 cm de altura y de 2,7 a 6 cm de diámetro. Está compuesto por lana blanca y en su margen presenta algunas cerdas de colores vivos a oscuros de 0,2 a 4 cm de longitud. Esta estructura protege el extremo apical más sensible de la planta, tanto de las incidencias del frío nocturno como de las radiaciones ultravioletas demasiado intensas. Además, se cree que este cefalio tiene una función de atracción de polinizadores, ya que incluso antes de aparecer las flores suelen ser muy vistosos.
Las flores son blancas, de aroma dulce (fragantes) y tienen forma tubular. Surgen en el borde del cefalio, se abren por la noche y son polinizadas por polillas. Miden de 7 a 7,6 cm de largo y de 4,2 a 5,5 cm de diámetro, y los botones florales son de color marrón claro a verde oliva. Su pericarpelo (ovario) aparece desnudo en la base y está cubierto de muy pocas escamas desnudas en sus axilas superiores. El tubo floral (receptáculo) es delgado, mide de 4,5 a 5,8 cm de largo y tiene escamas de color blanco a verde oliva claro en el interior, y en el exterior de color marrón claro. Los segmentos internos del perianto miden de 2,3 a 2,6 cm de largo y son de color blanco, y los externos, miden de 2,2 a 2,8 cm de longitud y también son blancos.

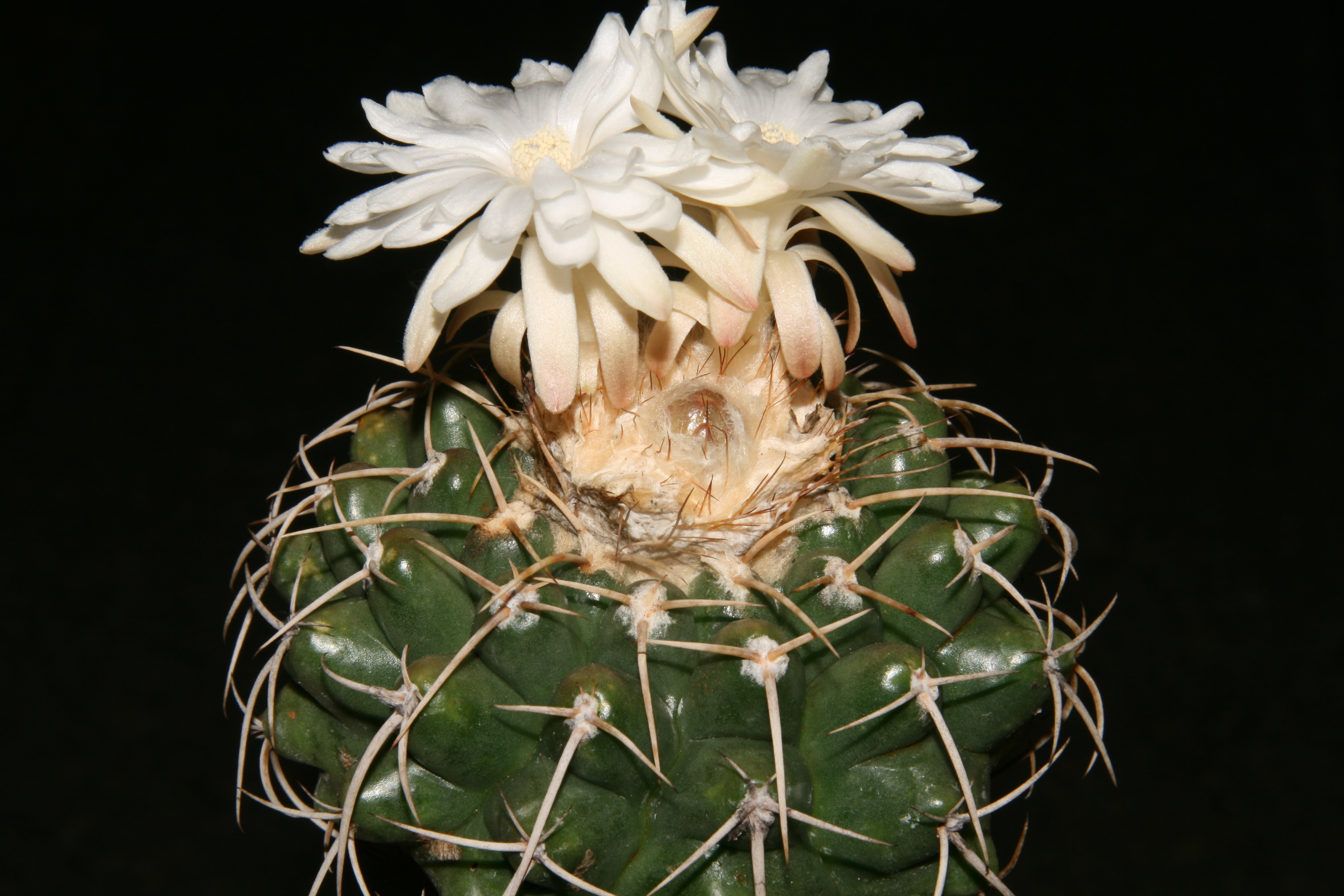
Detalle de la flor

Los estambres tienen filamentos de 0,4 a 1,1 cm de largo, con anteras color amarillo de 1 a 2 mm. El estilo mide de 3,7 a 5,1 cm de largo y el estigma presenta hasta 5 a 8 lóbulos. En su interior contiene óvulos dispuestos en haces de 2 a 4, con funículos desnudos o con pelos.

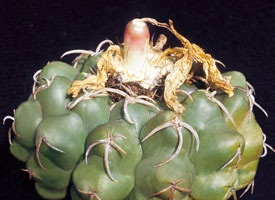
Detalle del fruto

Los frutos son de color blanco con el ápice rosado y tienen forma de maza. Cuando están maduros se abren por una hendidura vertical y conservan restos florales persistentes. Miden de 3,8 a 4,4 cm de largo y de 0,9 a 1,1 cm de ancho. En su interior contienen semillas negras brillantes y de forma ovalada. Miden de 1,6 a 2,2 mm de largo y tienen una testa con numerosos tubérculos alargados.

## Distribución y hábitat
El área de distribución nativa de esta especie abarca desde Paraguay hasta el centro oeste de Brasil (concretamente en los estados de Goiás y Mato Grosso del Sur) y crece principalmente en el bioma tropical estacionalmente seco.
Habita en suelos arenosos de pastizales y en colinas pedregosas compuestas de limo, arena, grava o suelo rocoso con mucha mica, a elevaciones de 280 a 700 metros sobre el nivel del mar.

## Taxonomía
La primera descripción de esta especie fue como Echinocactus hartmannii, publicada en 1900 por el botánico alemán Karl Moritz Schumann en la revista científica Monatsschrift für Kakteenkunde 10: 170.
Posteriormente, los botánicos estadounidenses Nathaniel Lord Britton y Joseph Nelson Rose colocaron la especie en el género Discocactus, pasando a llamarse Discocactus hartmannii y anotando estos cambios en el libro The Cactaceae; descriptions and illustrations of plants of the cactus family 3: 217 en 1922.

Etimología
- Discocactus: nombre genérico formado a partir de las palabras griegas diskos (que significa 'disco', en el sentido de 'plano') y kaktos (que significa 'cardo' o 'planta espinosa'), haciendo referencia al carácter discoidal y aplanado de la mayoría de sus especies.[6]
- hartmannii: epíteto específico otorgado en honor al coleccionista de cactus alemán Emil Hartmann (1865-1925), presidente de la Verein für Kakteenkunde zu Hamburg (Asociación para el Estudio de los Cactus de Hamburgo), quien recibió esta planta de Hermann Grosse y envió una descripción a Karl Moritz Schumann.[7]

Sinonimia
- Discocactus hartmannii var. bonitoensis (Buining & Brederoo) P.J.Braun, 1985
- Discocactus hartmannii subsp. giganteus P.J.Braun & Esteves, 1996
- Discocactus hartmannii var. magnimammus (Buining & Brederoo) P.J.Braun, 1985
- Discocactus hartmannii subsp. magnimammus (Buining & Brederoo) P.J.Braun & Esteves, 1995
- Discocactus hartmannii var. mamillosus (Buining & Brederoo) P.J.Braun, 1985
- Discocactus hartmannii var. patulifolius (Buining & Brederoo) P.J.Braun, 1985
- Discocactus hartmannii subsp. patulifolius (Buining & Brederoo) P.J.Braun & Esteves, 1995
- Discocactus heptacanthus subsp. magnimammus (Buining & Brederoo) N.P.Taylor & Zappi, 1991)
- Discocactus magnimammus Buining & Brederoo, 1974
- Discocactus magnimammus subsp. bonitoensis Buining & Brederoo, 1976
- Discocactus mamillosus Buining & Brederoo, 1974
- Discocactus pachythele Buining & Brederoo, 1975
- Discocactus patulifolius Buining & Brederoo, 1974
- Discocactus silicicola Buining & Brederoo, 1975
- Echinocactus hartmannii K.Schum., 1900 (basónimo)
- Neodiscocactus hartmannii (K.Schum.) Y.Itô, 1981

## Estado de conservación
En la Lista Roja de Especies Amenazadas de la UICN, la especie está clasificada como “En Peligro Crítico de Extinción (CR)”.
Las principales amenazas que sufre la especie en Brasil se deben al deterioro del hábitat por efecto de la deforestación para la agricultura a gran escala de eucalipto y otros cultivos para energías renovables y ganadería. En el caso de Paraguay, la principal amenaza es la ganadería.

## Usos
Se cultiva principalmente como planta ornamental debido a su valor estético. Su propagación se realiza, en la mayoría de los casos, mediante semillas. No obstante, es una especie notoriamente difícil de cultivar, especialmente cuando se mantiene en sus propias raíces, ya que presenta una alta sensibilidad a las heladas. Se recomienda mantenerla a temperaturas superiores a los 15 °C, aunque puede tolerar hasta 8 °C si se encuentra injertada.
Esta especie tolera la exposición a pleno sol, aunque prefiera la luz solar filtrada o la sombra parcial durante las horas más calurosas del día. Tiende a broncearse con luz intensa, lo que favorece la floración y una abundante producción de espinas. Prefiere una mezcla de tierra para cactus muy porosa, enriquecida con humus y roca granítica descompuesta. Prefiere un compost con un pH bajo, por lo que hay que evitar sustratos ricos en caliza, ya de lo contrario, su crecimiento se detendrá por completo.
Las plántulas jóvenes se injertan con frecuencia sobre portainjertos más resistentes, debido a su lento crecimiento y a la elevada susceptibilidad a la pudrición radicular. Aunque no tolera periodos prolongados de sequía absoluta, el exceso de riego también resulta perjudicial, ya que su sistema radicular es débil e ineficaz para absorber agua en suelos saturados.
Además, Discocactus hartmanni suele mostrar sensibilidad al trasplante y puede requerir un periodo prolongado para adaptarse y establecerse adecuadamente en un nuevo sustrato.